# Ray J

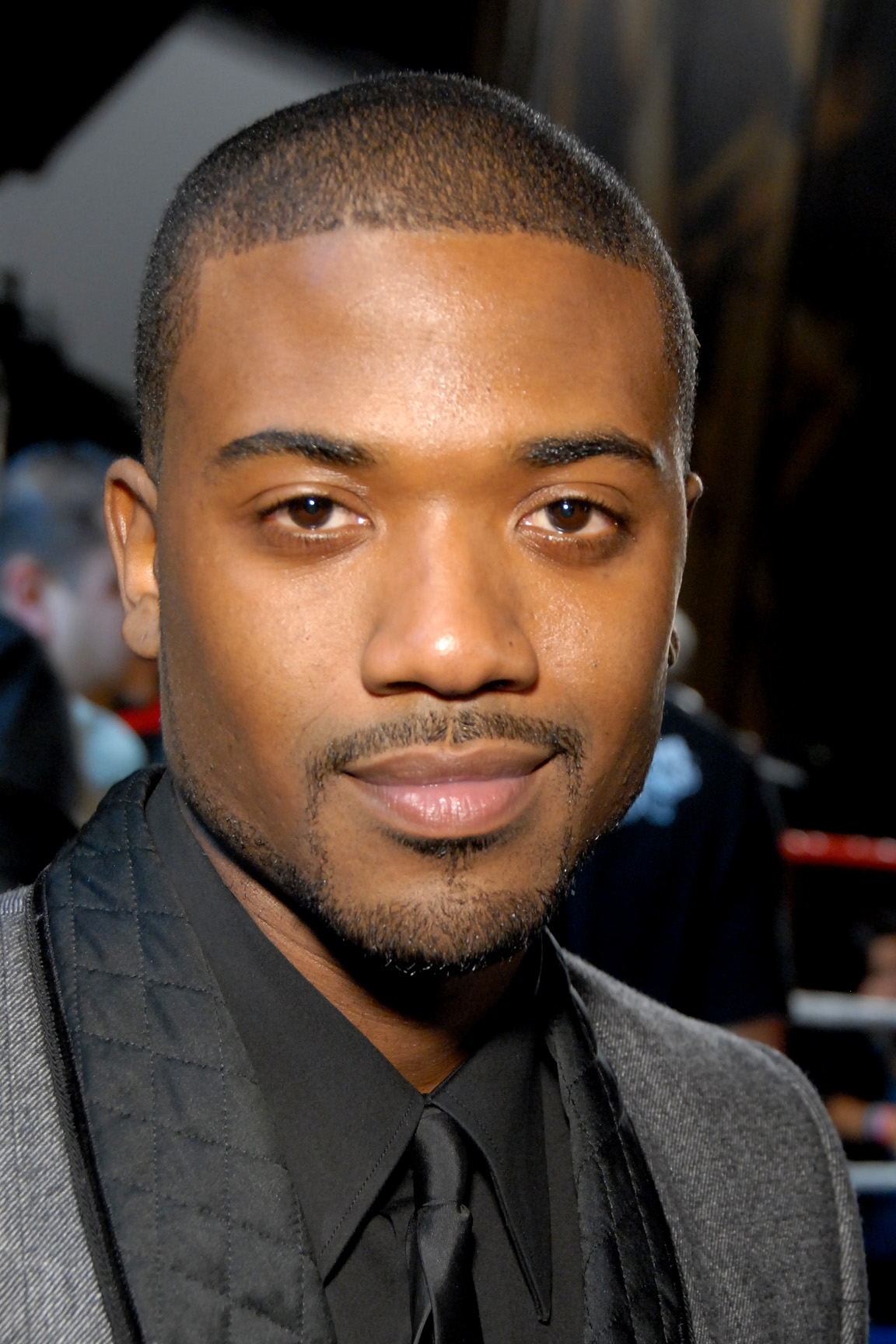
Ray J (2011)

Ray J (* 17. Januar 1981 in McComb, Mississippi; eigentlich William Raymond Norwood, Jr.) ist ein US-amerikanischer R&B-Sänger, Schauspieler und Moderator.

## Leben
Bekanntheit erlangte Norwood Ende der 1990er Jahre vor allem durch sein Engagement in Serien wie Moesha oder One on One. Diverse Filmangebote in Film und Fernsehen folgten; so war er unter anderem in Tim Burtons Mars Attacks (1996) zu sehen.
Zwischenzeitlich ließ Ray J auch immer wieder musikalisch von sich hören. Die beiden Alben Everything You Want und This Ain’t a Game waren dank der Zusammenarbeit mit The Neptunes, Darkchild und R. Kelly erfolgreich. Durch das Phil-Collins-Cover Another Day in Paradise im Duett mit seiner Schwester Brandy wurde er 2001 auch international bekannt.
Im Herbst 2005 erschien sein drittes Studioalbum mit dem Titel Raydiation, welches mit der Auskopplung One Wish seine bislang erfolgreichste Single hervorbrachte. Im Januar 2007 geriet Norwood durch öffentliche Auftritte mit der 17 Jahre älteren Sängerin Whitney Houston in die Schlagzeilen. Einen Monat später erschien unter Vivid Entertainment Group ein Sexvideo des Sängers, welches ihn und seine damalige Freundin Kim Kardashian zeigt.

## For the Love of Ray J
For the Love of Ray J ist eine Dating-Show, die wie schon Flavor of Love das Format von The Bachelor auf einen Rapper anwendet. In der im US-Fernsehen auf VH1 ausgestrahlten Sendung kämpfen mehrere Frauen um das Herz des US-Rappers Ray J. Die Show hatte 26 Episoden, die in zwei Staffeln zwischen dem 2. Februar 2009 und dem 8. Februar 2010 gesendet wurden.

## Diskografie

### Studioalben
| Jahr | Titel               | Höchstplatzierung, Gesamtwochen, AuszeichnungChartplatzierungen (Jahr, Titel, Platzierungen, Wochen, Auszeichnungen, Anmerkungen) | Höchstplatzierung, Gesamtwochen, AuszeichnungChartplatzierungen (Jahr, Titel, Platzierungen, Wochen, Auszeichnungen, Anmerkungen) | Höchstplatzierung, Gesamtwochen, AuszeichnungChartplatzierungen (Jahr, Titel, Platzierungen, Wochen, Auszeichnungen, Anmerkungen) | Höchstplatzierung, Gesamtwochen, AuszeichnungChartplatzierungen (Jahr, Titel, Platzierungen, Wochen, Auszeichnungen, Anmerkungen) | Höchstplatzierung, Gesamtwochen, AuszeichnungChartplatzierungen (Jahr, Titel, Platzierungen, Wochen, Auszeichnungen, Anmerkungen) | Anmerkungen                              |
| Jahr | Titel               | DE | AT | CH | UK | US | Anmerkungen                              |
| ---- | ------------------- | --- | --- | --- | --- | --- | ---------------------------------------- |
| 1997 | Everything You Want | — | — | — | — | — | Erstveröffentlichung: 25. März 1997      |
| 2001 | This Ain’t a Game   | — | — | — | — | US21 (10 Wo.)US | Erstveröffentlichung: 19. Juni 2001      |
| 2005 | Raydiation          | — | — | — | — | US48 (22 Wo.)US | Erstveröffentlichung: 20. September 2005 |
| 2008 | All I Feel          | — | — | — | — | US7 (8 Wo.)US | Erstveröffentlichung: 7. April 2008      |

Weitere Alben
- 2007: Ray J Un-Kut
- 2009: For the Love of Ray J
- 2011: A Family Business
- 2016: Smoke Cloud TMG & OHB (mit The Mob Group)

### Singles
| Jahr | Titel Album                            | Höchstplatzierung, Gesamtwochen, AuszeichnungChartplatzierungen (Jahr, Titel, Album, Platzierungen, Wochen, Auszeichnungen, Anmerkungen) | Höchstplatzierung, Gesamtwochen, AuszeichnungChartplatzierungen (Jahr, Titel, Album, Platzierungen, Wochen, Auszeichnungen, Anmerkungen) | Höchstplatzierung, Gesamtwochen, AuszeichnungChartplatzierungen (Jahr, Titel, Album, Platzierungen, Wochen, Auszeichnungen, Anmerkungen) | Höchstplatzierung, Gesamtwochen, AuszeichnungChartplatzierungen (Jahr, Titel, Album, Platzierungen, Wochen, Auszeichnungen, Anmerkungen) | Höchstplatzierung, Gesamtwochen, AuszeichnungChartplatzierungen (Jahr, Titel, Album, Platzierungen, Wochen, Auszeichnungen, Anmerkungen) | Anmerkungen                                              |
| Jahr | Titel Album                            | DE | AT | CH | UK | US | Anmerkungen                                              |
| ---- | -------------------------------------- | --- | --- | --- | --- | --- | -------------------------------------------------------- |
| 1997 | Let It Go Everything You Want          | — | — | — | — | US25 (20 Wo.)US | Erstveröffentlichung: 7. Januar 1997                     |
| 1997 | Everything You Want                    | — | — | — | — | US83 (6 Wo.)US | Erstveröffentlichung: 1. April 1997                      |
| 1998 | That’s Why I Lie Dr. Dolittle (O.S.T.) | — | — | — | UK71 (1 Wo.)UK | — | Erstveröffentlichung: 22. September 1998                 |
| 2001 | Wait a Minute This Ain’t a Game        | DE72 (5 Wo.)DE | — | CH80 (4 Wo.)CH | UK54 (2 Wo.)UK | US30 (17 Wo.)US | Erstveröffentlichung: 1. Mai 2001 feat. Lil’ Kim         |
| 2005 | One Wish Raydiation                    | DE73 (5 Wo.)DE | — | — | UK13 Silber · (14 Wo.)UK | US11 (25 Wo.)US | Erstveröffentlichung: 25. Juli 2005                      |
| 2007 | Sexy Can I All I Feel                  | — | — | — | UK66 (5 Wo.)UK | US3 Platin + Gold (Mastertone) · (26 Wo.)US                                                                                              | Erstveröffentlichung: 25. Dezember 2007 feat. Yung Berg  |
| 2013 | I Hit It First –                       | — | — | — | — | US51 (3 Wo.)US | Erstveröffentlichung: 9. April 2013 feat. Bobby Brackins |

Weitere Singles
- 2002: Formal Invite (feat. Pharrell)
- 2002: Keep Your Head Up
- 2006: Let’s Play House
- 2006: What I Need
- 2008: Gifts
- 2009: Can We Fall in Love?
- 2009: Sexy Ladies (feat. Shorty Mack & TruthKO)

### Als Gastmusiker (Charterfolge)
| Jahr | Titel Album                        | Höchstplatzierung, Gesamtwochen, AuszeichnungChartplatzierungen (Jahr, Titel, Album, Platzierungen, Wochen, Auszeichnungen, Anmerkungen) | Höchstplatzierung, Gesamtwochen, AuszeichnungChartplatzierungen (Jahr, Titel, Album, Platzierungen, Wochen, Auszeichnungen, Anmerkungen) | Höchstplatzierung, Gesamtwochen, AuszeichnungChartplatzierungen (Jahr, Titel, Album, Platzierungen, Wochen, Auszeichnungen, Anmerkungen) | Höchstplatzierung, Gesamtwochen, AuszeichnungChartplatzierungen (Jahr, Titel, Album, Platzierungen, Wochen, Auszeichnungen, Anmerkungen) | Höchstplatzierung, Gesamtwochen, AuszeichnungChartplatzierungen (Jahr, Titel, Album, Platzierungen, Wochen, Auszeichnungen, Anmerkungen) | Anmerkungen                                                |
| Jahr | Titel Album                        | DE | AT | CH | UK | US | Anmerkungen                                                |
| ---- | ---------------------------------- | --- | --- | --- | --- | --- | ---------------------------------------------------------- |
| 2001 | Another Day in Paradise Full Moon  | DE2 Gold · (13 Wo.)DE | AT5 (14 Wo.)AT | CH3 Gold · (26 Wo.)CH | UK5 Silber · (13 Wo.)UK | — | Erstveröffentlichung: 19. März 2001 Brandy feat. Ray J     |
| 2009 | Tie Me Down Skinny Jeanz and a Mic | — | — | — | — | US22 Platin · (26 Wo.)US | Erstveröffentlichung: 7. August 2009 New Boyz feat. Ray J  |
| 2010 | 143 Live Good .5                   | — | — | — | — | US76 Gold · (11 Wo.)US | Erstveröffentlichung: Juni 2010 Bobby Brackins feat. Ray J |